# Serbie au Concours Eurovision de la chanson
La Serbie participe au Concours Eurovision de la chanson, depuis sa cinquante-deuxième édition, en 2007, et l’a remporté à une reprise, en 2007.

## Débuts
En 2004 et 2005, le pays avait concouru conjointement avec le Monténégro, auquel il était alors uni, sous le titre de Serbie-et-Monténégro.
En 2006, la Serbie-et-Monténégro s'inscrivit pour participer au concours, mais une vive controverse éclata durant la procédure de sélection nationale. Il y eut des tensions entre les télé-diffuseurs serbe et monténégrin et des divergences flagrantes dans l’attribution des points par les jurys, lors de la finale. Les jurés monténégrins n'attribuèrent ainsi aucun point aux chansons serbes, alors que leurs collègues serbes votèrent pour certaines chansons monténégrines.
Au terme de la procédure de vote, ce fut le groupe monténégrin No Name (qui avait déjà représenté le pays l’année précédente) qui l’emporta avec la chanson Moja ljubavi. À son retour sur scène, le groupe fut conspué par le public, qui se mit à lui jeter des bouteilles. Ses membres regagnèrent alors les coulisses, sous les sifflets et les huées. C'est finalement le groupe serbe Flamingosi, arrivé deuxième, qui parvint à calmer la salle, en rejouant sa propre chanson.
Devant l’ampleur de la contestation interne, le pays décida de se retirer. Il conserva cependant le droit de voter durant la demi-finale et la finale. Les téléspectateurs serbes et monténégrins participèrent au télévote. Finalement, le Groupe de Référence de l'UER n'infligea aucune amende, ni sanction à la Serbie-et-Monténégro.
En juin de la même année, la Serbie et le Monténégro mirent fin à leur union par référendum. À partir de 2007, les deux pays participèrent donc séparément au concours.

## Participation
La Serbie participe depuis 2007 et n'a manqué qu'une seule édition du concours : en 2014. Le pays décida de se retirer pour des motifs financiers.
Le pays a manqué sa qualification pour la finale à quatre reprises : en 2009, 2013, 2017 et 2025.

## Résultats
La Serbie a remporté le concours à une reprise, en 2007, avec la chanson Molitva, interprétée par Marija Šerifović. Ce fut la première fois depuis 1998 qu’une chanson gagnante était interprétée entièrement dans une des langues nationales de son pays. Et pour la toute première fois de l’histoire du concours, le vainqueur se vit offrir une récompense particulière : une tournée promotionnelle européenne.
La Serbie a en outre remporté une demi-finale, en 2007. Le pays a terminé à une reprise à la deuxième place (en demi-finale en 2012) et à deux reprises la troisième place (en finale en 2012, et en demi-finale en 2022). Il n'a jamais terminé à la dernière place, ni obtenu de nul point.

## Pays hôte

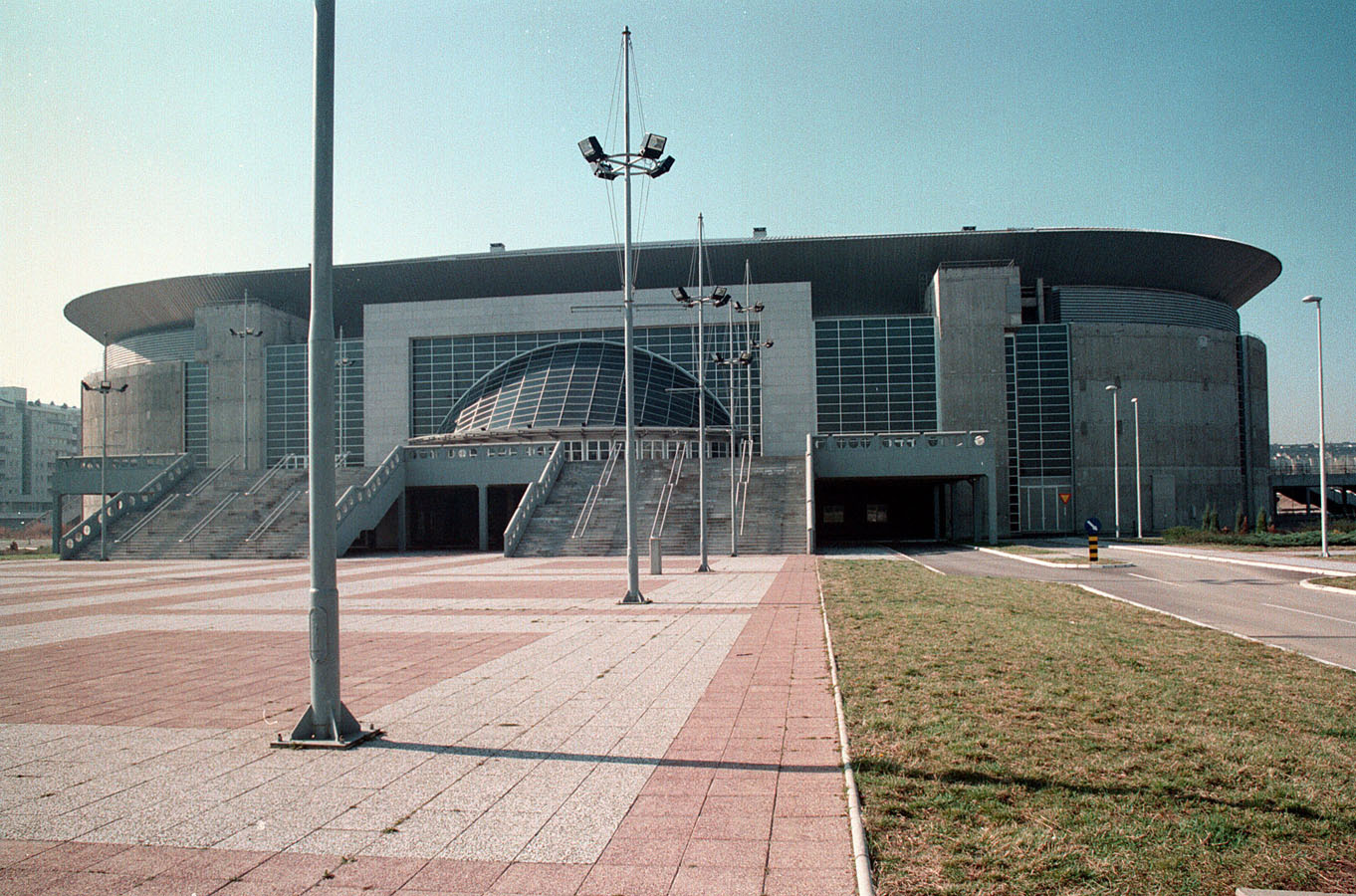
La Belgrade Arena situé dans la capitale serbe reçoit l'évènement en 2008.

La Serbie a organisé le concours à une reprise, en 2008. L’événement se déroula les mardi 20, jeudi 22 et samedi 24 mai 2008, à la Belgrade Arena, à Belgrade. Les présentateurs de la soirée furent Jovana Janković et Željko Joksimović.
Les préparatifs du concours furent un temps suspendus par la déclaration unilatérale d’indépendance du Kosovo, le 22 février 2008. Belgrade fut secouée par des troubles et des émeutes, au point que l’UER remit en cause la tenue du concours dans la capitale serbe. L’Union finit par obtenir la garantie expresse du gouvernement serbe que la sécurité de l’événement serait assurée. Les délégations albanaises, croates et israéliennes bénéficièrent de mesures de protection supplémentaires. Finalement, aucun incident ne fut déploré.

## Faits notables
En 2008, l'auteur de la chanson serbe n'était autre que Željko Joksimović, un des présentateurs de cette édition du concours. Un débat fut alors lancé sur sa totale impartialité. Afin d’éviter toute controverse récurrente, l'UER décida de modifier les règles du concours et d’interdire à l'avenir le cumul des fonctions de présentateur et d’auteur.

## Représentants
| Édition | Année | Artiste(s)                        | Chanson                              | Langue(s)        | Traduction française       | Finale                                                 | Finale                                                 | Demi-finale                                            | Demi-finale                                            |
| Édition | Année | Artiste(s)                        | Chanson                              | Langue(s)        | Traduction française       | Place                                                  | Points                                                 | Place                                                  | Points                                                 |
| ------- | ----- | --------------------------------- | ------------------------------------ | ---------------- | -------------------------- | ------------------------------------------------------ | ------------------------------------------------------ | ------------------------------------------------------ | ------------------------------------------------------ |
| 52e     | 2007  | Marija Šerifović                  | Molitva (Молитва)                    | Serbe            | Prière                     | 01                                                     | 268                                                    | 01                                                     | 298                                                    |
| 53e     | 2008  | Jelena Tomašević feat. Bora Dugić | Oro (Оро)                            | Serbe            | Kolo                       | 06                                                     | 160                                                    |                                                        |                                                        |
| 54e     | 2009  | Marko Kon & Milan Nikolić         | Cipela (Ципела)                      | Serbe            | Chaussure                  |                                                        |                                                        | 10                                                     | 60                                                     |
| 55e     | 2010  | Milan Stanković                   | Ovo je Balkan (Ово је Балкан)        | Serbe            | Ça, ce sont les Balkans    | 13                                                     | 72                                                     | 05                                                     | 79                                                     |
| 56e     | 2011  | Nina                              | Čaroban (Чаробан)                    | Serbe            | Magique                    | 14                                                     | 85                                                     | 08                                                     | 67                                                     |
| 57e     | 2012  | Željko Joksimović                 | Nije ljubav stvar (Није љубав ствар) | Serbe            | L'amour n'est pas un objet | 03                                                     | 214                                                    | 02                                                     | 159                                                    |
| 58e     | 2013  | Moje 3                            | Ljubav je svuda (Љубав је свуда)     | Serbe            | L'amour est partout        |                                                        |                                                        | 11                                                     | 46                                                     |
| 59e     | 2014  | Retrait en 2014.                  | Retrait en 2014.                     | Retrait en 2014. | Retrait en 2014.           | Retrait en 2014.                                       | Retrait en 2014.                                       | Retrait en 2014.                                       | Retrait en 2014.                                       |
| 60e     | 2015  | Bojana Stamenov                   | Beauty Never Lies                    | Anglais          | La beauté ne ment jamais   | 10                                                     | 53                                                     | 09                                                     | 63                                                     |
| 61e     | 2016  | Sanja Vučić                       | Goodbye (Shelter)                    | Anglais          | Au revoir (Refuge)         | 18                                                     | 115                                                    | 10                                                     | 105                                                    |
| 62e     | 2017  | Tijana Bogićević                  | In Too Deep                          | Anglais          | Trop impliqué              |                                                        |                                                        | 11                                                     | 98                                                     |
| 63e     | 2018  | Sanja Ilić & Balkanika            | Nova deca (Нова деца)                | Serbe            | Nouveaux enfants           | 19                                                     | 113                                                    | 09                                                     | 117                                                    |
| 64e     | 2019  | Nevena Božović                    | Kruna (Круна)                        | Serbe            | Couronne                   | 18                                                     | 89                                                     | 07                                                     | 156                                                    |
| 65e     | 2020  | Hurricane                         | Hasta la vista                       | Serbe            | Au revoir                  | Concours annulé à la suite de la pandémie de Covid-19. | Concours annulé à la suite de la pandémie de Covid-19. | Concours annulé à la suite de la pandémie de Covid-19. | Concours annulé à la suite de la pandémie de Covid-19. |
| 65e     | 2021  | Hurricane                         | Loco Loco                            | Serbe            | Fou                        | 15                                                     | 102                                                    | 08                                                     | 124                                                    |
| 66e     | 2022  | Konstrakta                        | In Corpore Sano                      | Serbe, latin     | Dans un corps sain         | 05                                                     | 312                                                    | 03                                                     | 337                                                    |
| 67e     | 2023  | Luke Black                        | Samo mi se spava (Само ми се спава)  | Serbe, anglais   | J'ai juste sommeil         | 24                                                     | 30                                                     | 10                                                     | 37                                                     |
| 68e     | 2024  | TEYA DORA                         | RAMONDA (Рамонда)                    | Serbe            | Ramonda                    | 17                                                     | 54                                                     | 10                                                     | 47                                                     |
| 69e     | 2025  | Princ                             | Mila                                 | Serbe            | Chérie                     |                                                        |                                                        | 14                                                     | 28                                                     |
| 70e     | 2026  |                                   |                                      |                  |                            |                                                        |                                                        |                                                        |                                                        |

- Première place
- Deuxième place
- Troisième place
- Dernière place
- Serbie organisatrice

 Qualification automatique en finale
 Élimination en demi-finale

## Galerie

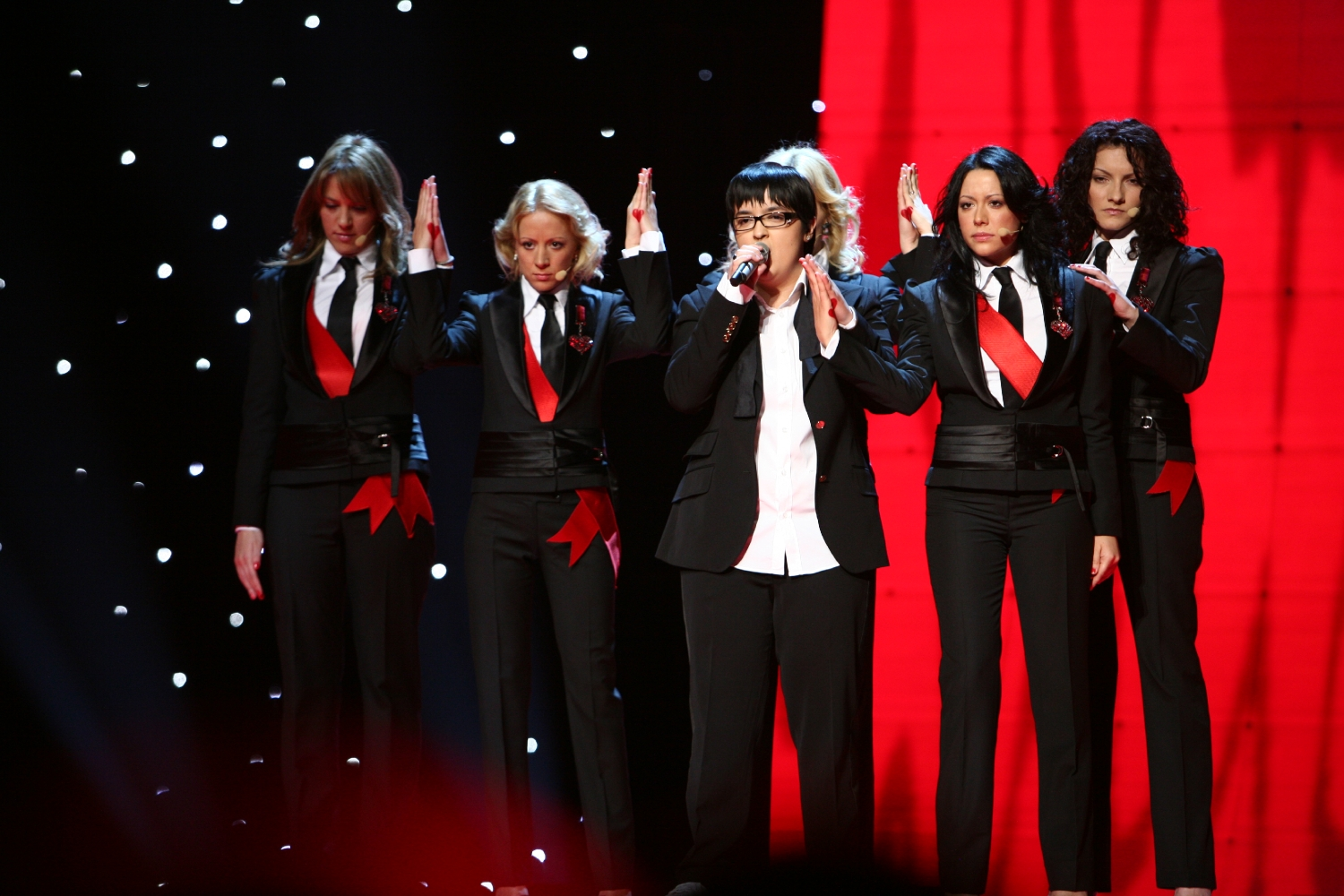
Marija Šerifović à Helsinki (2007)
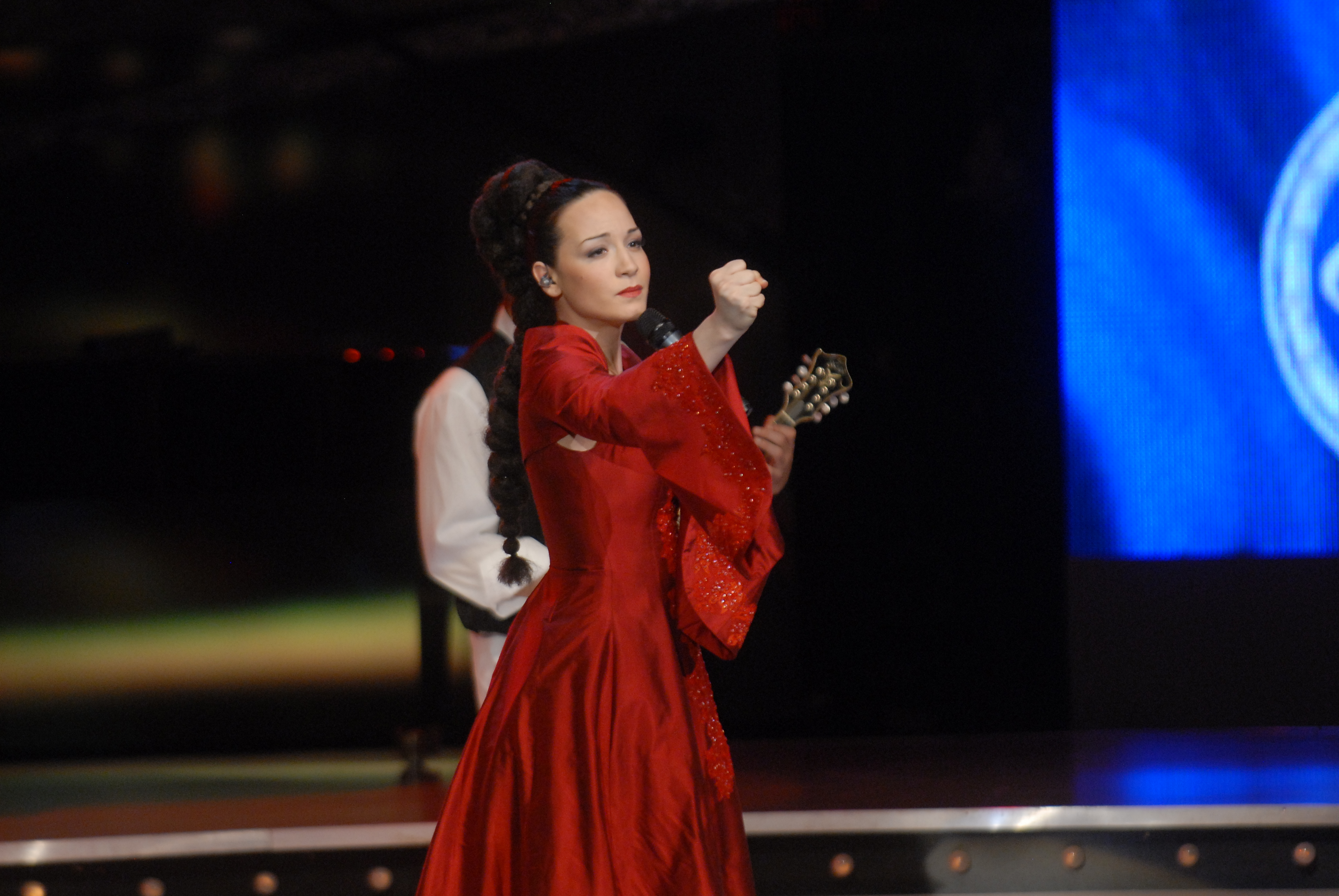
Jelena Tomašević à Belgrade (2008)
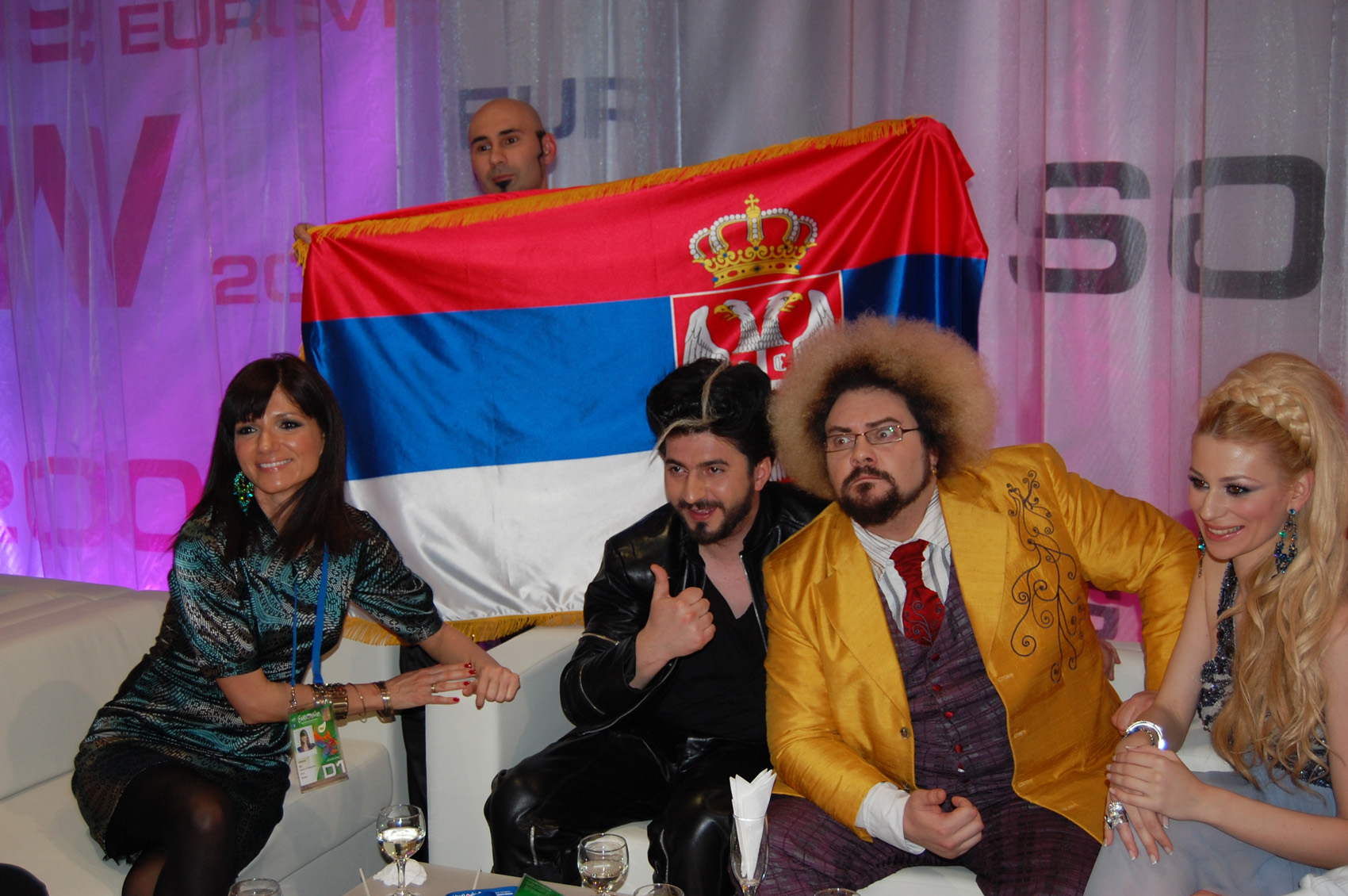
Marko Kon et Milan Nikolić à Moscou (2009)
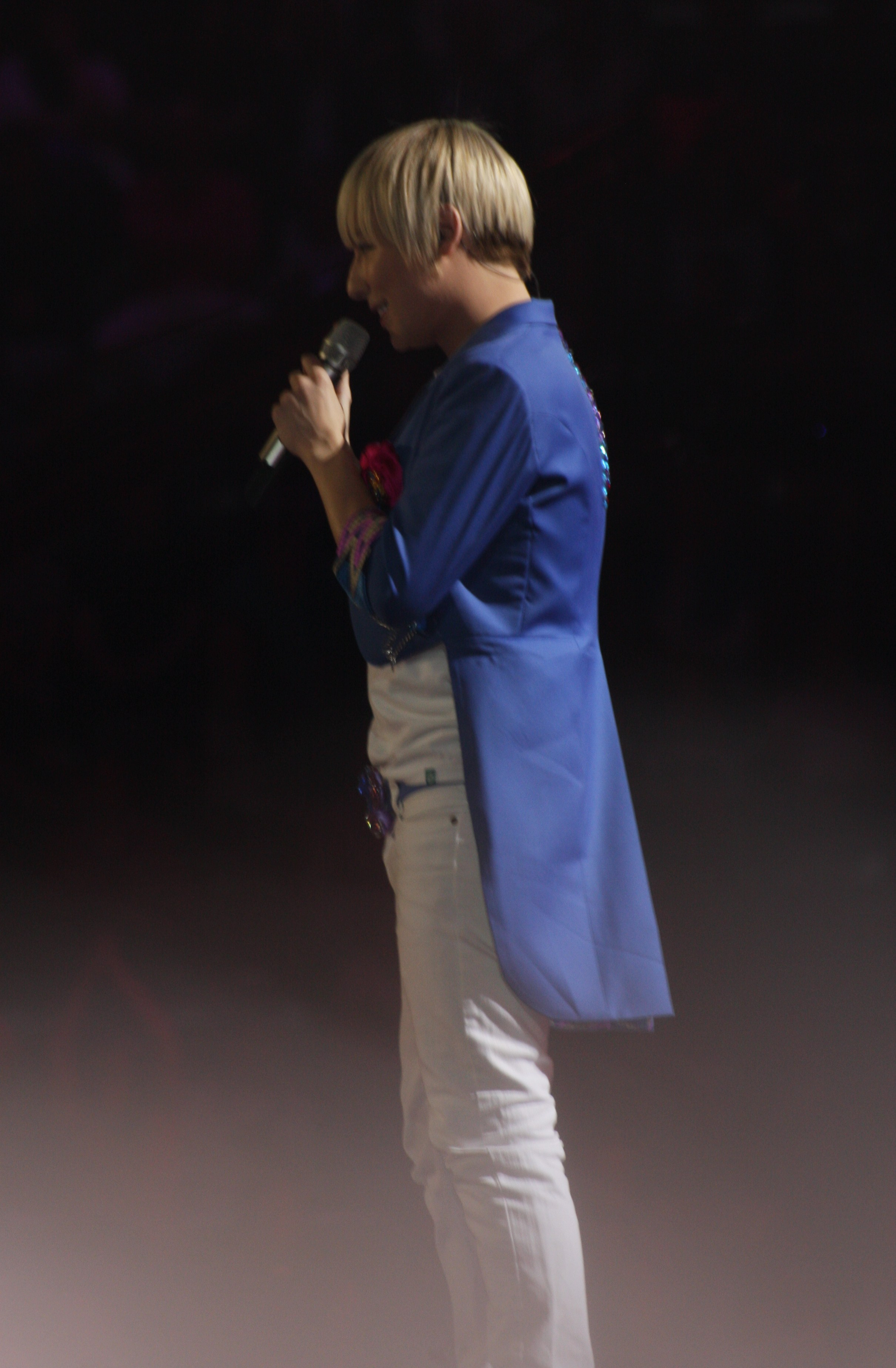
Milan Stanković à Oslo (2010)
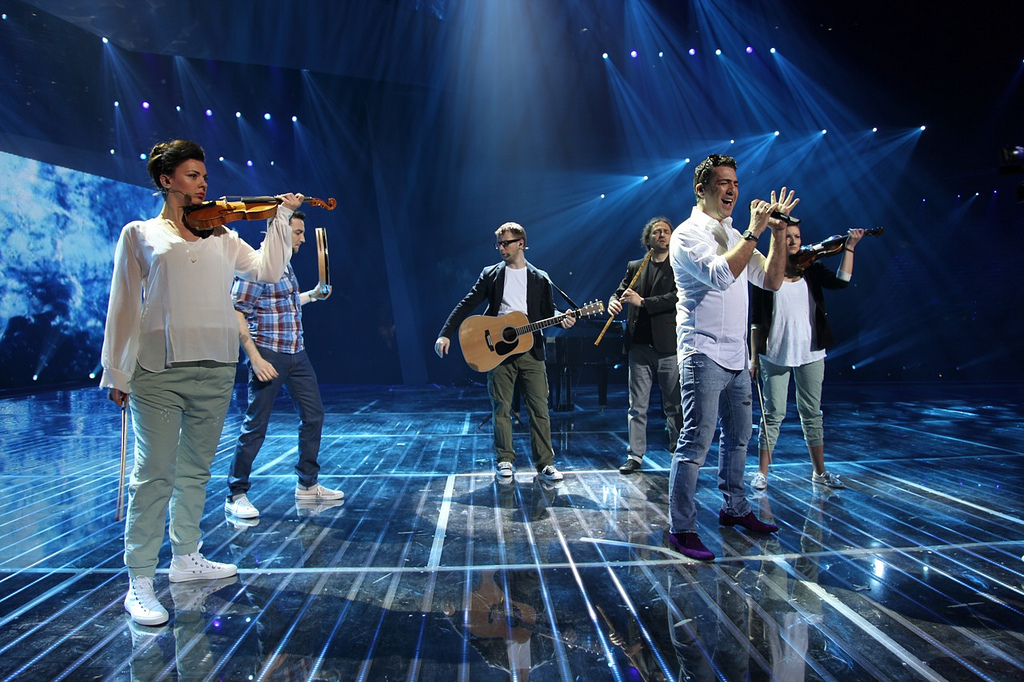
Željko Joksimović à Bakou (2012)
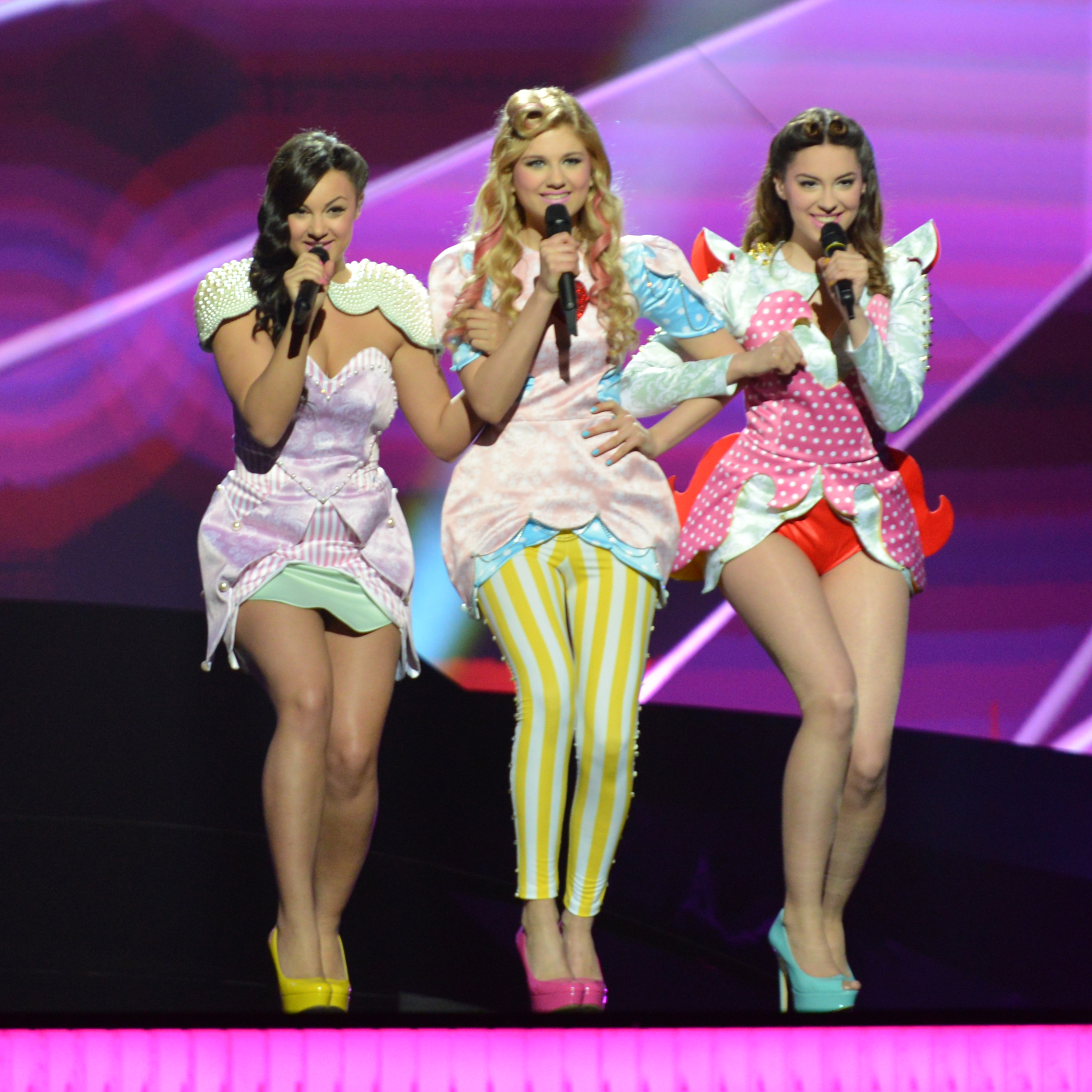
Moje 3 à Malmö (2013)
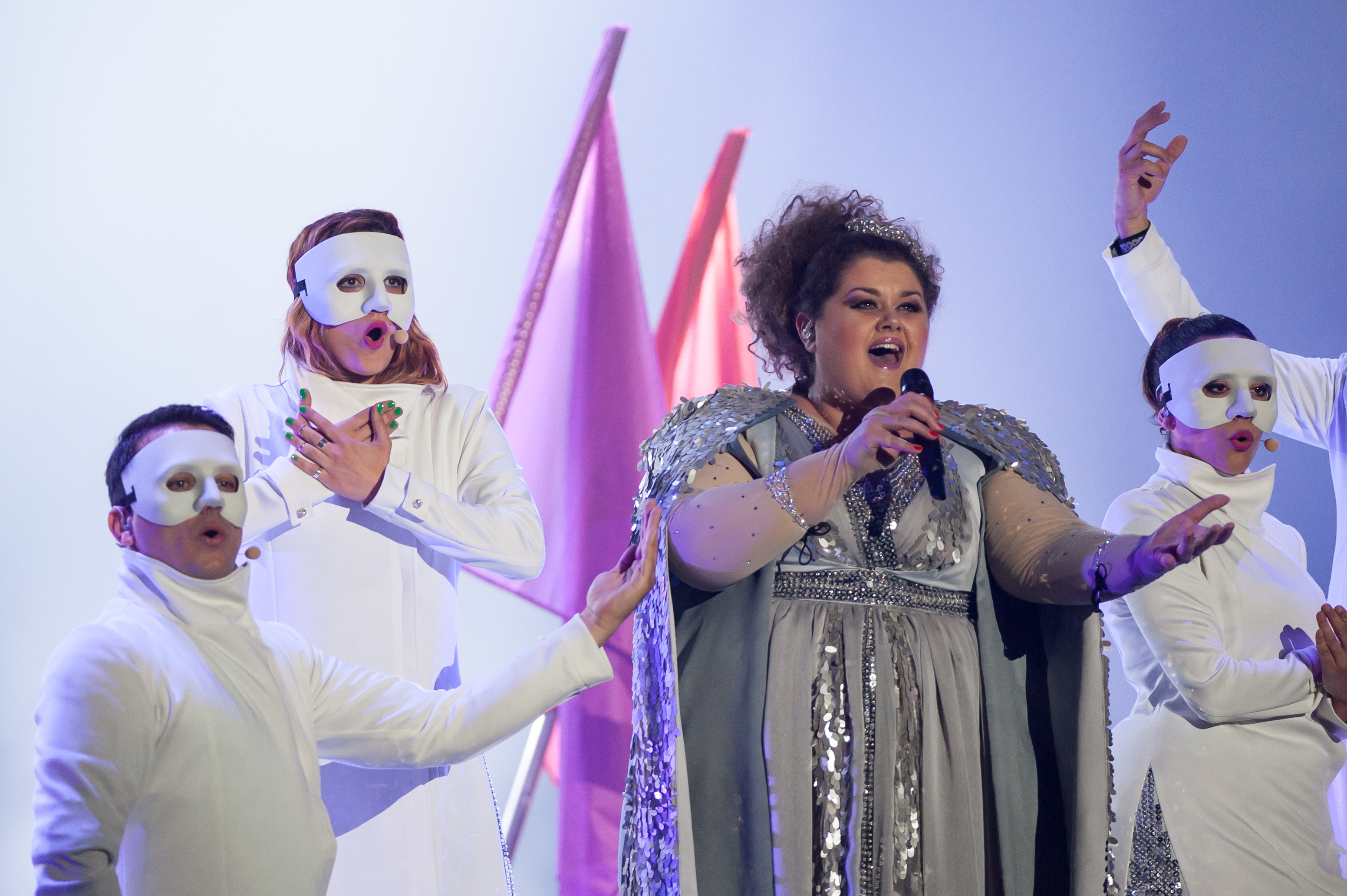
Bojana Stamenov à Vienne (2015)
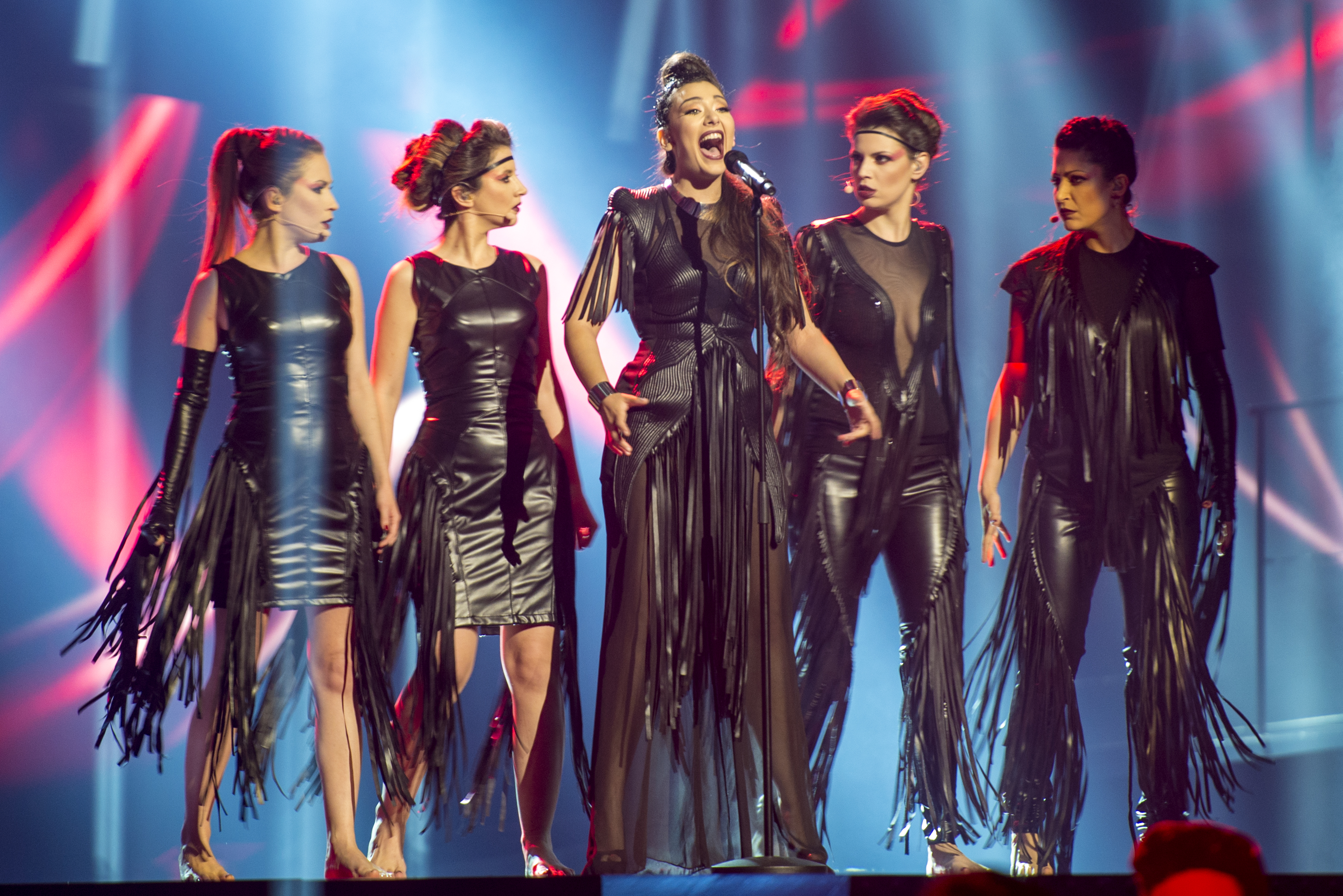
Sanja Vučić ZAA à Stockholm (2016)
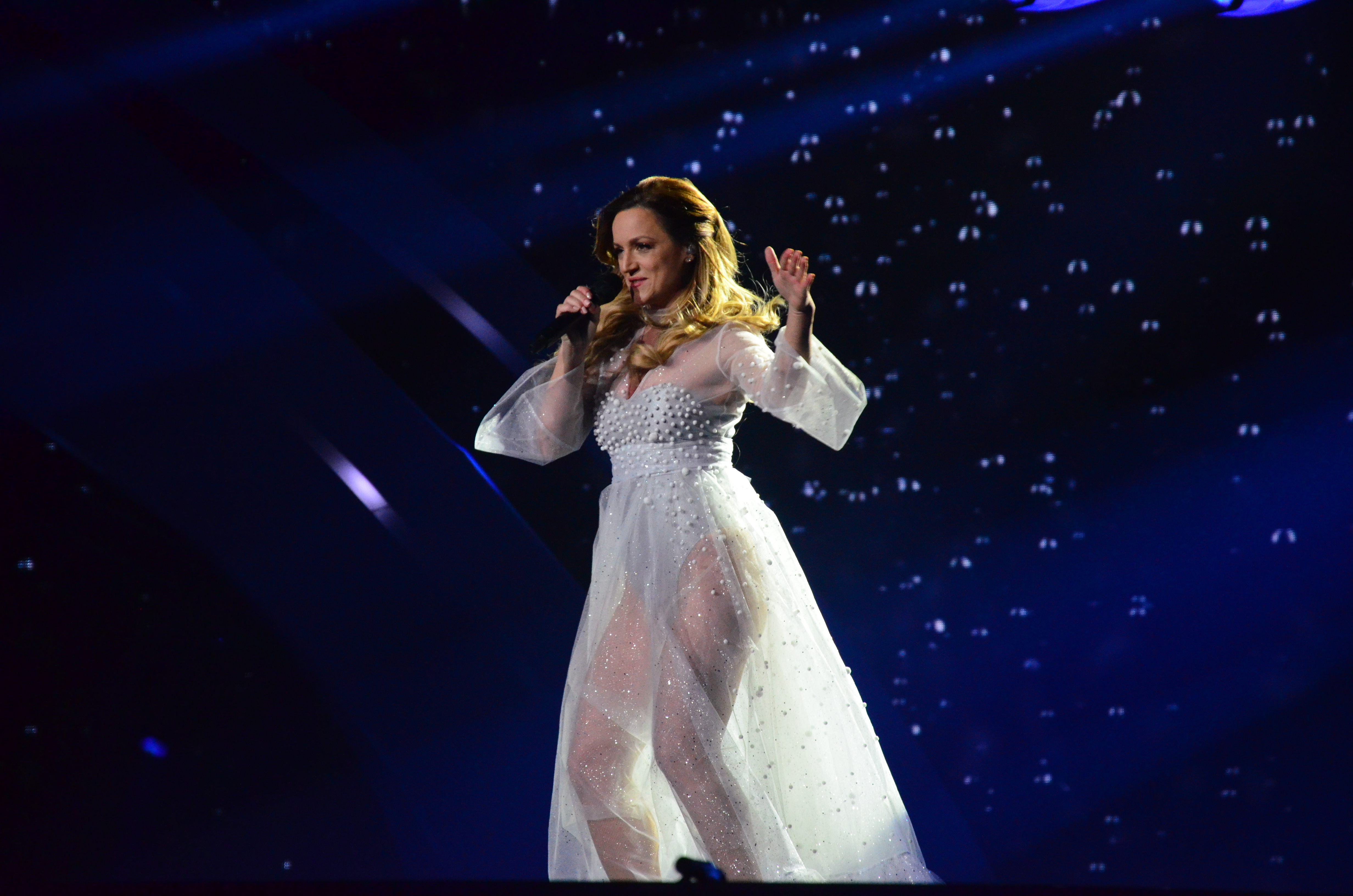
Tijana Bogićević à Kiev (2017)
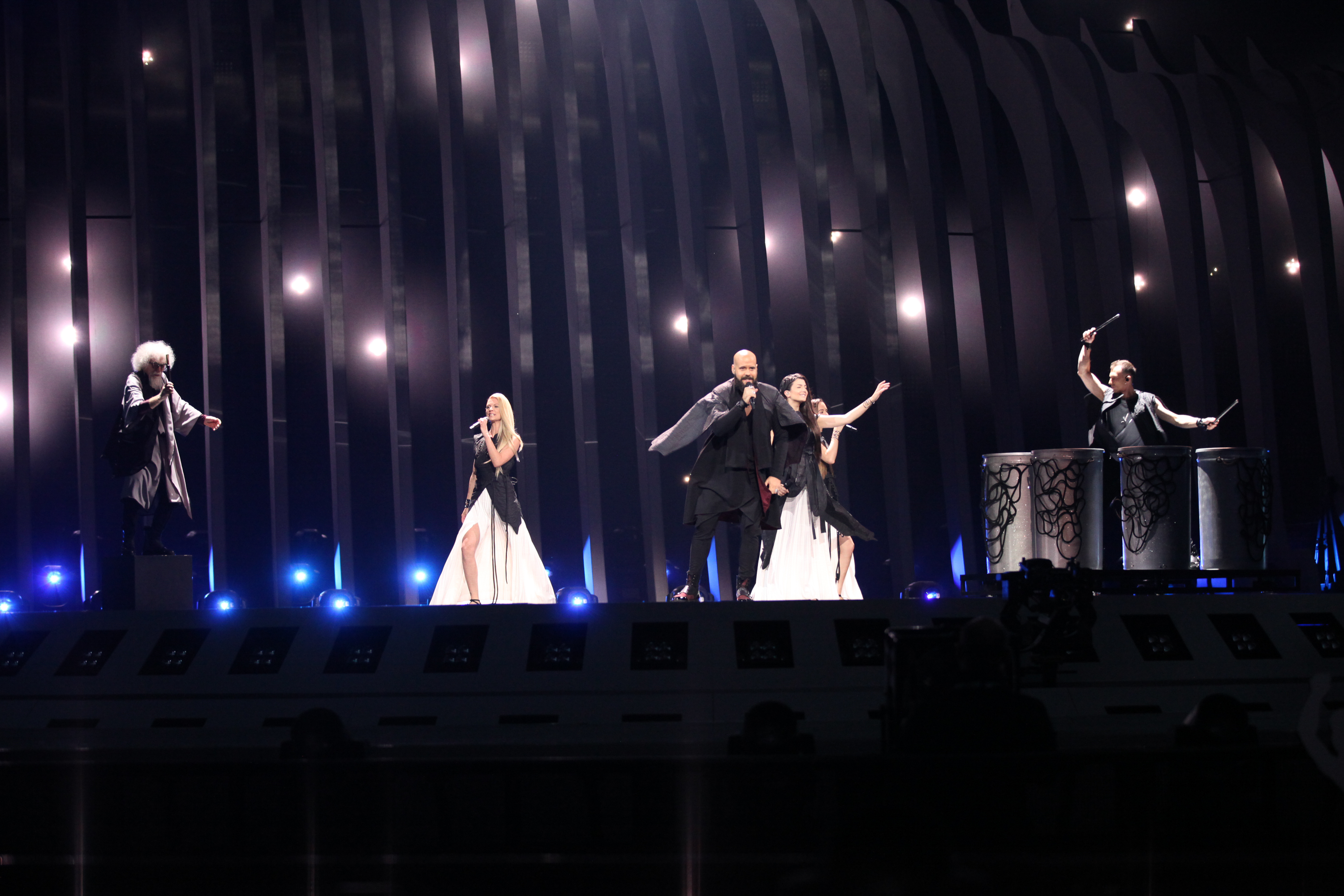
Sanja Ilić & Balkanika à Lisbonne (2018)
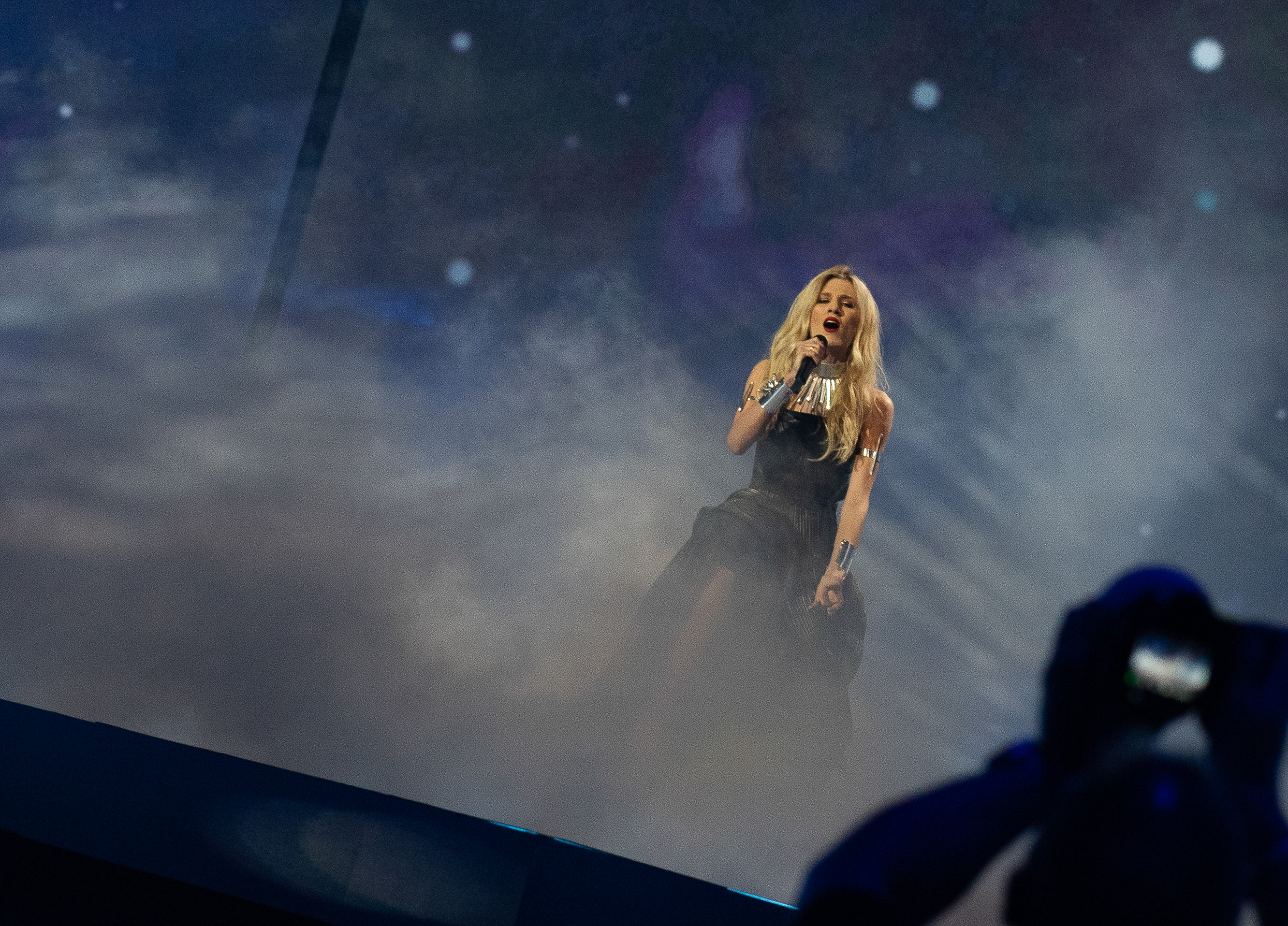
Nevena Božović à Tel Aviv (2019)
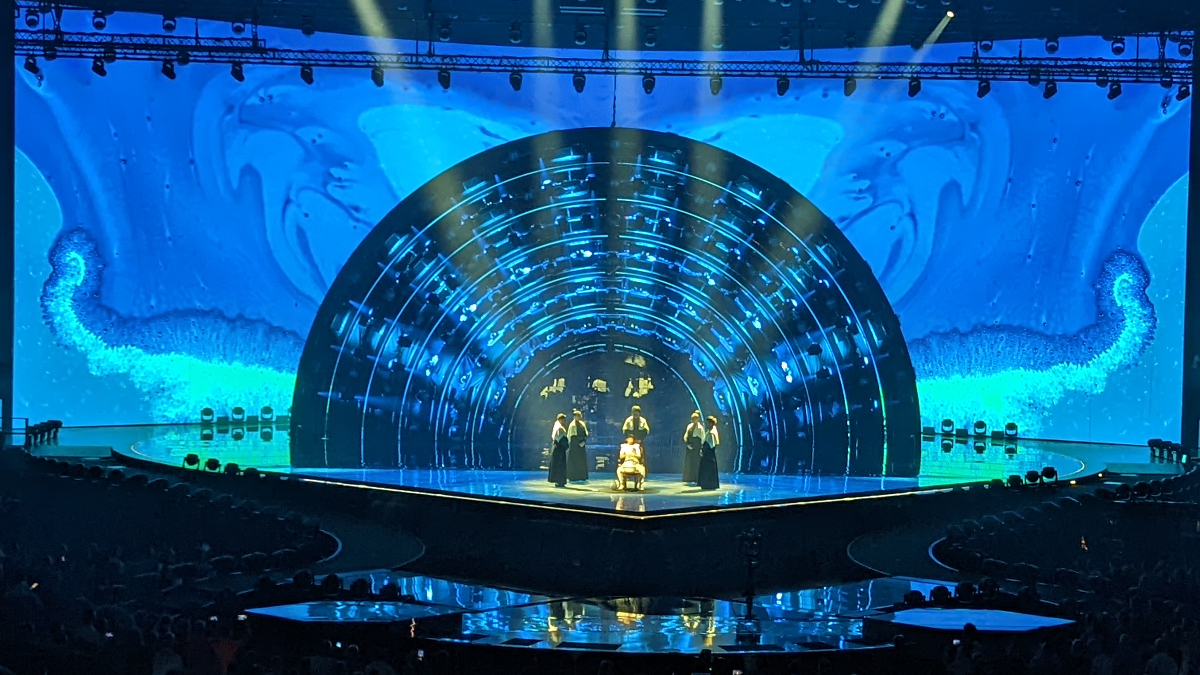
Konstrakta à Turin (2022)
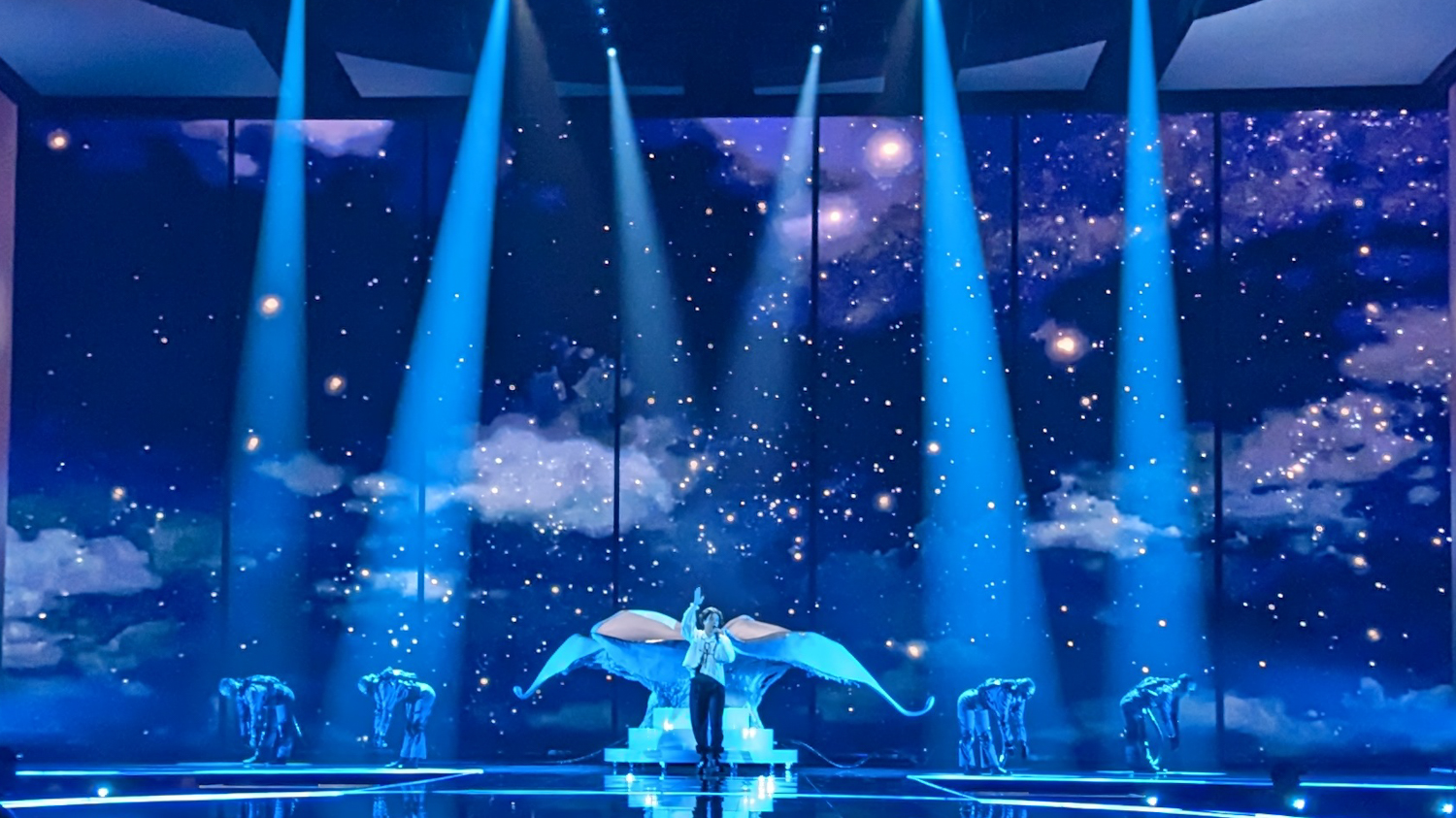
Luke Black à Liverpool (2023)
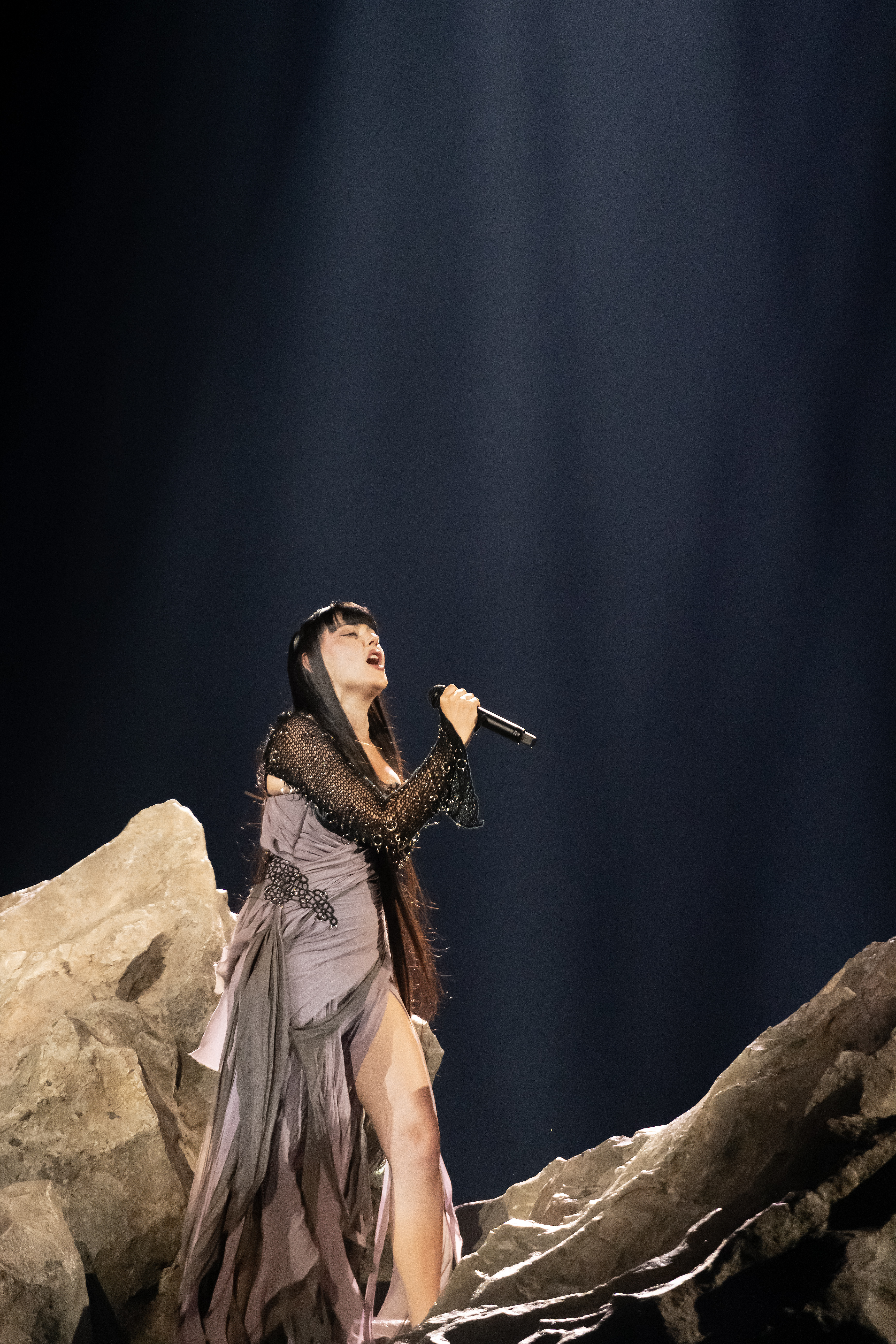
Teya Dora à Malmö (2024)
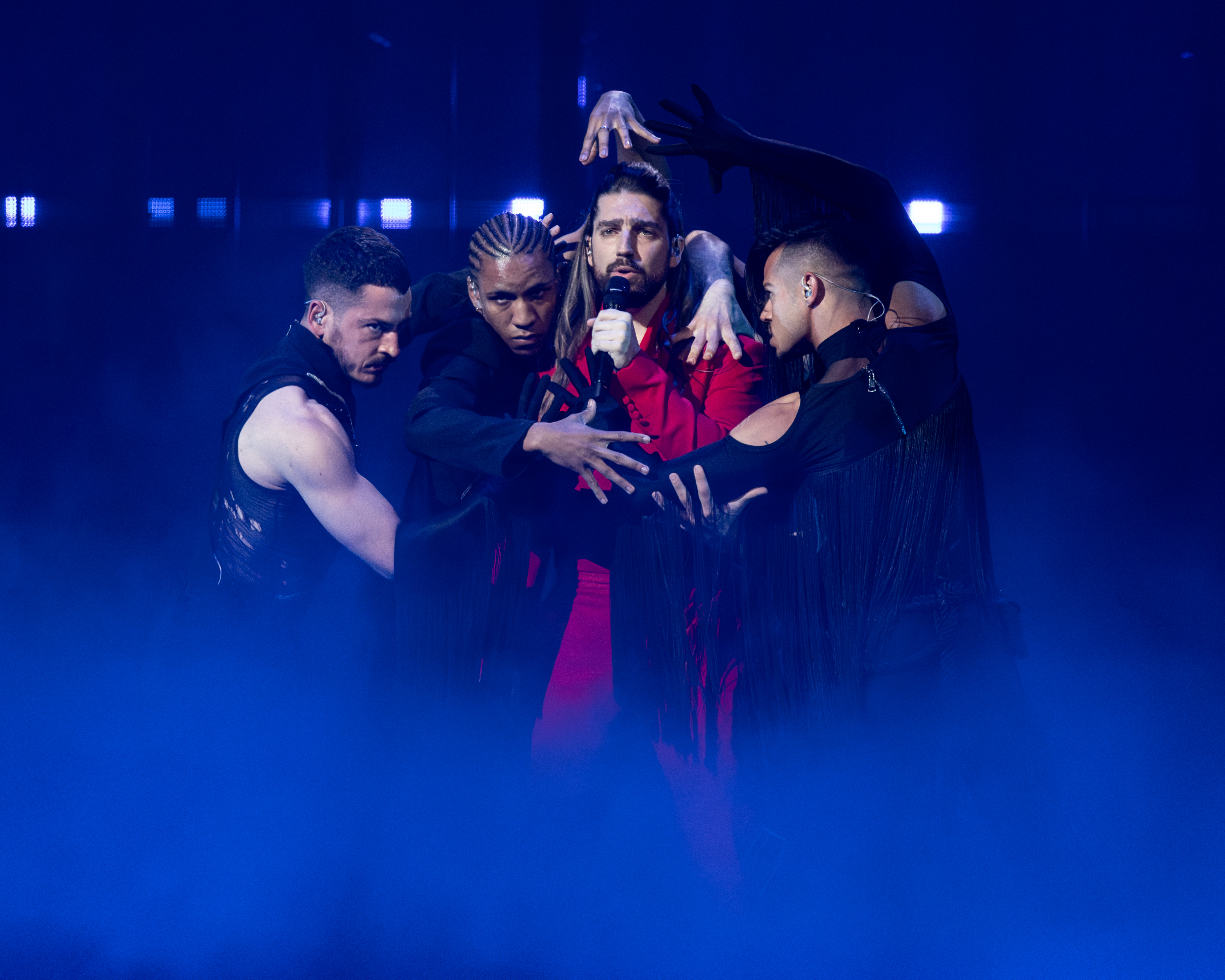
Princ à Bâle (2025)

## Commentateurs et porte-paroles
| Année | Commentateur(s)              | Porte-parole      |
| ----- | ---------------------------- | ----------------- |
| 2007  | Duška Vučinić-Lučić          | Maja Nikolić      |
| 2008  | Dragan Ilić & Mladen Popović | Dušica Spasić     |
| 2009  | Duška Vučinić-Lučić          | Jovana Janković   |
| 2010  | Duška Vučinić-Lučić          | Maja Nikolić      |
| 2011  | Duška Vučinić-Lučić          | Dušica Spasić     |
| 2012  | Duška Vučinić-Lučić          | Maja Nikolić      |
| 2013  | Duška Vučinić-Lučić          | Maja Nikolić      |
| 2014  | Silvana Grujić               | retrait           |
| 2015  | Duška Vučinić-Lučić          | Maja Nikolić      |
| 2016  | Duška Vučinić-Lučić          | Dragana Kosjerina |
| 2017  | Duška Vučinić-Lučić          | Sanja Vučić       |
| 2018  | Duška Vučinić-Lučić          | Dragana Kosjerina |
| 2019  | Duška Vučinić-Lučić          | Dragana Kosjerina |

## Historique de vote
Depuis 2007, la Serbie a attribué en finale le plus de points à :
| Rang | Pays               | Points |
| ---- | ------------------ | ------ |
| 1    | Italie             | 96     |
| 2    | Suède              | 82     |
| 3    | Russie             | 73     |
| 4    | Ukraine            | 71     |
| 5    | France             | 69     |
| 6    | Hongrie            | 68     |
| 7    | Grèce              | 66     |
| 8    | Bosnie-Herzégovine | 61     |
| 9    | Slovénie           | 60     |
| 10   | Croatie            | 59     |

Depuis 2007, la Serbie a reçu en finale le plus de points de la part de :
| Rang | Pays               | Points |
| ---- | ------------------ | ------ |
| 1    | Croatie            | 157    |
| 2    | Macédoine du Nord  | 150    |
| 3    | Slovénie           | 144    |
| 4    | Monténégro         | 138    |
| 5    | Suisse             | 116    |
| 6    | Autriche           | 77     |
| 7    | Bosnie-Herzégovine | 76     |
| 8    | Bulgarie           | 49     |
| 9    | Suède              | 46     |
| 10   | France             | 45     |

### 12 Points
Légende
 Vainqueur - La Serbie a donné 12 points à la chanson victorieuse / La Serbie a reçu 12 points et a gagné le concours
 2e place - La Serbie a donné 12 points à la chanson arrivée à la seconde place / La Serbie a reçu 12 points et est arrivée deuxième
 3e place - La Serbie a donné 12 points à la chanson arrivée à la troisième place / La Serbie a reçu 12 points et est arrivée troisième
 Qualifiée - La Serbie a donné 12 points à une chanson parvenue à se qualifier pour la finale / La Serbie a reçu 12 points et s'est qualifiée pour la finale
 Non-qualifiée - La Serbie a donné 12 points à une chanson éliminée durant les demi-finales / La Serbie a reçu 12 points mais n'est pas parvenue à se qualifier pour la finale
| Année         | Attribués          | Attribués                          | Reçus                                                                                     | Reçus                                                                                               |
| Année         | Finale             | Demi-Finale                        | Finale                                                                                    | Demi-Finale                                                                                         |
| 2007          | Hongrie            | Hongrie                            | Autriche Bosnie-Herzégovine Croatie Finlande Hongrie Macédoine Monténégro Slovénie Suisse | Autriche Bosnie-Herzégovine Croatie Hongrie Macédoine Monténégro République tchèque Slovénie Suisse |
| 2008          | Bosnie-Herzégovine | Macédoine                          | Bosnie-Herzégovine Monténégro Slovénie Suisse                                             | Qualifiée d'office                                                                                  |
| 2009          | Bosnie-Herzégovine | Croatie                            | Non qualifiée                                                                             | Croatie France Slovénie                                                                             |
| 2010          | Bosnie-Herzégovine | Bosnie-Herzégovine                 | Bosnie-Herzégovine                                                                        | Bosnie-Herzégovine France                                                                           |
| 2011          | Bosnie-Herzégovine | Croatie                            | Aucun                                                                                     | Croatie Suisse                                                                                      |
| 2012          | Macédoine          | Croatie                            | Bulgarie Croatie Monténégro Slovénie                                                      | Bulgarie France Macédoine Slovénie                                                                  |
| 2013          | Danemark           | Monténégro                         | Non qualifiée                                                                             | Aucun                                                                                               |
| 2015          | Monténégro         | Macédoine                          | Monténégro                                                                                | Australie Macédoine                                                                                 |
| 2016 Jury     | Ukraine            | Macédoine                          | Aucun                                                                                     | Macédoine                                                                                           |
| 2016 Télévote | Russie             | Macédoine                          | Bosnie-Herzégovine Croatie Macédoine Monténégro Slovénie Suisse                           | Slovénie Suisse                                                                                     |
| 2017 Jury     | Portugal           | Hongrie                            | Non qualifiée                                                                             | Aucun                                                                                               |
| 2017 Télévote | Hongrie            | Hongrie                            | Non qualifiée                                                                             | Macédoine Suisse                                                                                    |
| 2018 Jury     | Suède              | Suède                              | Monténégro                                                                                | Monténégro                                                                                          |
| 2018 Télévote | Hongrie            | Hongrie                            | Croatie Monténégro Slovénie Suisse                                                        | Monténégro Slovénie                                                                                 |
| 2019 Jury     | Macédoine          | Monténégro                         | Monténégro                                                                                | Aucun                                                                                               |
| 2019 Télévote | Macédoine          | Hongrie                            | Monténégro                                                                                | Monténégro Slovénie                                                                                 |
| 2021 Jury     | France             | Islande                            | Macédoine                                                                                 | Aucun                                                                                               |
| 2021 Télévote | Italie             | Moldavie                           | Autriche Croatie Macédoine Slovénie Suisse                                                | Autriche Suisse                                                                                     |
| 2022 Jury     | Azerbaïdjan        | Suède                              | Croatie Monténégro                                                                        | Macédoine                                                                                           |
| 2022 Télévote | Moldavie           | Monténégro                         | Croatie Macédoine Monténégro Slovénie Suisse                                              | Autriche Chypre Géorgie Macédoine Malte Monténégro République tchèque Saint-Marin                   |
| 2023 Jury     | Slovénie           | Pas de vote du jury en demi-finale | Aucun                                                                                     | Pas de vote du jury en demi-finale                                                                  |
| 2023 Télévote | Finlande           | Croatie                            | Aucun                                                                                     | Aucun                                                                                               |
| 2024 Jury     | Croatie            | Pas de vote du jury en demi-finale | Aucun                                                                                     | Pas de vote du jury en demi-finale                                                                  |
| 2024 Télévote | Croatie            | Croatie                            | Croatie                                                                                   | Croatie                                                                                             |